# Europa-Galerie Saarbrücken

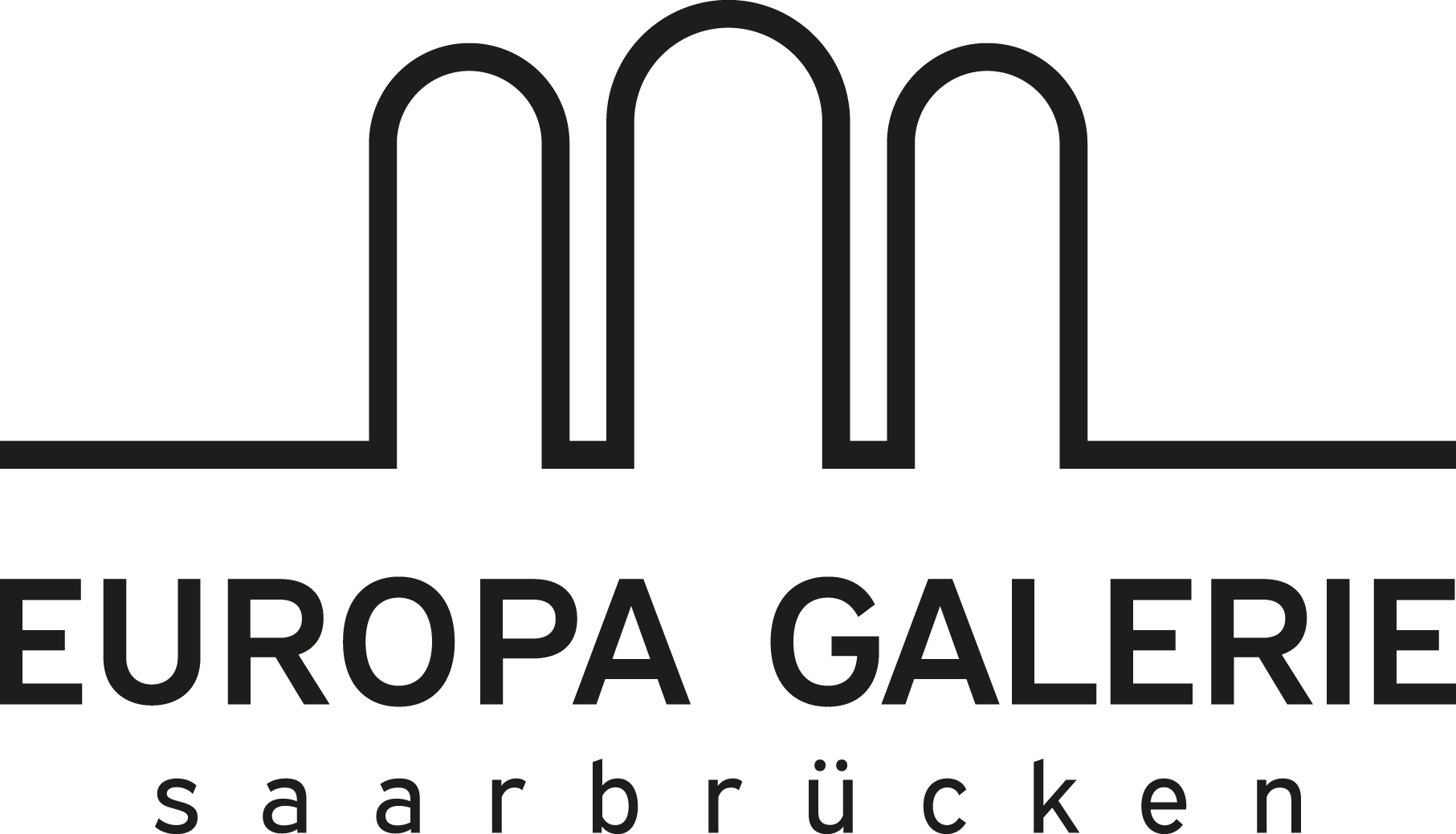
Logo der Europa-Galerie

Die Europa-Galerie Saarbrücken oder seltener Europagalerie Saarbrücken (vor dem Neubau: Saar-Galerie) ist ein Einkaufszentrum in Saarbrücken. Betrieben wird es von der Sierra Germany GmbH in Düsseldorf.

## Geschichte
Das Gebäude der 1990 erbauten Saargalerie wurde umgebaut und das unter Denkmalschutz stehende, nahegelegene Gebäude der Bergwerksdirektion Saarbrücken wurde entkernt und integriert. Trotz umfassender Eingriffe in die Bausubstanz beeindrucken die Fassaden des monumentalen Baus noch immer durch ihre klare Formensprache und uniforme Geschoss- und Achsengliederung, die durch zahlreiche Accessoires wie das bergmännische Skulpturenprogramm oder aber die Schilde mit den Wappen der Herrschaften und Gruben des Preußischen Bergfiskus an der Saar besondere „Blickpunkte“ erhalten haben. Erhalten wurde im Eckpavillon die dreiarmige Treppe mit den Glasgemälden über das Grubenunglück von Luisenthal. Die Eröffnung der Europagalerie war für 2009 geplant; durch Bauverzögerungen wurde das Richtfest jedoch erst am 3. März 2010 gefeiert. Das Einkaufszentrum wurde dann am 21. Oktober 2010 neu eröffnet. Betreiber der Europa-Galerie war ECE Projektmanagement, ein deutsches Unternehmen mit Hauptsitz in Hamburg, das Einkaufszentren entwickelt, umsetzt, vermietet und betreibt.
Seit 2022 wird die Europa-Galerie von der Sierra Germany GmbH aus Düsseldorf betrieben.

## Architektur und Denkmalschutz
Die Europa-Galerie integriert Teile des denkmalgeschützten Gebäudes der ehemaligen Bergwerksdirektion Saarbrücken, das zwischen 1877 und 1880 nach Plänen der Architekten Martin Gropius und Heino Schmieden im Stil der Neorenaissance errichtet wurde. Erhalten blieben u. a. die straßenseitige Fassade, eine gusseiserne Treppe, der Festsaal sowie ein Mosaikfußboden von Villeroy & Boch und mehrere Bleiglasfenster des Künstlers Ferdinand Selgrad.

## Beschaffenheit und Lage
In der Europa-Galerie befinden sich 94 Geschäfte mit ca. 25.000 m² Fläche. Die Mall ist in drei Etagen eingeteilt: 1. EG (Ausgang zur Bahnhofstraße und zur Trierer Straße), 2. EG (Ausgang zum Bahnhof), 1. OG. 
Die Galerie befindet sich unmittelbar gegenüber dem Saarbrücker Hauptbahnhof und liegt in der Bahnhofstraße am Beginn der Saarbrücker Fußgängerzone in der Stadtmitte.

## Einzugsgebiet
Das Einzugsgebiet der Europa-Galerie umfasst etwa 1,0 bis 1,3 Millionen Einwohner in einem Radius von bis zu 70 km um Saarbrücken, darunter auch Regionen in Rheinland-Pfalz und Lothringen.

## Entwicklung und Eigentum
Die Umwandlung der ehemaligen Saargalerie in die Europa-Galerie wurde von der Hamburger ECE Projektmanagement realisiert. Die Investitionskosten beliefen sich auf etwa 170 Millionen Euro. Ursprünglicher Eigentümer war der Immobilienfonds CS Euroreal der Credit Suisse. Im Jahr 2012 wurde das Einkaufszentrum von der Union Investment Real Estate GmbH übernommen.

## Infrastruktur
Die Europa-Galerie liegt in unmittelbarer Nachbarschaft zum Saarbrücker Hauptbahnhof sowie zur Haltestelle „Hauptbahnhof“, die von der Saarbahn sowie zahlreichen Buslinien der Saarbahn GmbH bedient wird. Die Galerie verfügt über ein direkt angeschlossenes Parkhaus mit mehr als 1000 kostenpflichtigen Stellplätzen.

## Nachhaltigkeit
Die Europa-Galerie ist mit dem DGNB-Zertifikat in Gold der Deutschen Gesellschaft für Nachhaltiges Bauen ausgezeichnet worden.

## Mieterstruktur
Heute verfügt die EUROPA-Galerie über ca. 94 Geschäfte, darunter große Mode- und Lifestyle-Marken. Die bekannte Marken die sind heutzutage sind Bershka, Pull&Bear, Stradivarius, H&M, H&M Home, DM, Deichmann, Action u. v. m.

## Betreiber
Das Center wurde bis 2022 von ECE Projektmanagement betrieben. Seitdem ist die Sierra Germany GmbH, ein Tochterunternehmen der internationalen Betreibergesellschaft Sonae Sierra, für das Management verantwortlich.

## Kritik
Kritik am Bau der Europa-Galerie gab es wegen der Integration und Entkernung der 1877 bis 1880 erbauten Bergwerksdirektion Saarbrücken. Erhalten blieben die Fassade, eine gusseiserne Treppe, ein Mosaikfußboden von Villeroy & Boch, der Festsaal und wertvolle, von dem Künstler Ferdinand Selgrad geschaffene, Bleiglasfenster.